# Odelsret
Odelsret er den ret som den nærmest beslægtede person til ejeren af en gård i Norge har til at overtage ejendomsretten til gården. Gården må have en vis størrelse, og have været i familiens eje sammenhængende de sidste 20 år. Dersom den nærmeste odelsberettigede er barn af ejeren, har han eller hun også åsæderet, og kan da overtage ejendommen på dødsboskifte til åsædetakst. Dersom den nærmmeste odelsberettigede ikke er barn af ejeren, skal han overtage den til odelstakst. 
Ejendomme som tilfredsstiller kravene bliver kaldt odlingsjord. Den som ejer odlingsjord når odelshævdstiden udløber bliver kaldt for odler. Ejendom som der hviler odel på, blir kaldt for odelsjord. 
Odelsretten er en særnorsk ret som ikke findes tilsvarende i andre vestlige land. Danmark havde en lignende ret, som man påbegyndte afvikling af i slutningen af 1600-tallet og endelig afskaffede i 1926. Elementer af odelsret, integreret i arvelovgivningen, eksisterer fortsat på Island og Færøerne og i Østrig, Schweiz og Tyskland.
Odelsretten er stadfæstet i Norges grundlovs § 107: «Odels- og Aasædesretten maa ikke ophæves.»
Reglerne om odelsret findes i "LOV 1974-06-28 nr 58: Lov om odelsretten og åsetesretten". Loven er ændret på en række punkter i 2009. Enkelte af reglerne er til dels uskrevne og genstand for tolkning.

## Vilkår for odelsret
Ejendommen må have været i familiens kontinuerlige eje i mindst 20 år. Videre må eiendommen have mere end 25 dekar fulddyrket og/eller overfladedyrket jord eller mere end 500 dekar produktivt skovareal. Videre er det et vilkår for odelsret, at enten ens forældre, bedsteforældre eller søskende af forældre har ejet ejendommen med odelsret.

## Odelsrækkefølge
Odelsretten følger i første omgang arverækkefølgen i ret nedadstigende linje efter alder.
Det vil sige at ældste barn efter ejeren har førsteretten, derefter hans barn og barnebarn. Ejerens næstældste barn kommer derefter, så hans barn og derefter ejerens barn nr. 3 osv. Adopterede børn træder ind i arverækkefølgen fra adoptionstidspunktet. Odelsret som et barn som bliver adopteret har i sin egen slægt, falder bort ved adoptionen. 
Dersom ingen af arveladerens børn eller deres efterkommere vil benytte odelsretten, eller dersom arveladeren ikke har børn, er det arveladerens søskende og deres efterkommere, som har odelsret.

## Odelsløsning
Dersom ejeren af en odelsejendom har solgt ejendommen til en person som ikke har odelret eller som ikke har bedste odelsret kan en person med (bedre) odelsret, kræve "odelsløsning" til odelstakst. Odelsløsning må kræves inden seks måneder fra salget af  ejendommen er tinglyst.
For odelsløsning gælder reglerne i odelsloven kap. XIV. 
Den som vil løse en ejendom på odel, må udtage stævning mod ejeren ved tingretten i den retskreds, hvor ejendommen ligger. Der skal ikke være forudgående mægling i forligsrådet (§ 60).

## Bo- og driftspligt
Den som overtager en ejendom på odel, har bo- og driftspligt på ejendommen. Denne pligt kom i forbindelse med loven, der trådte i kraft fra 1. januar 1975.

### Mislighold af bo- og drifspligt
Dersom bo- og driftgplikt ikke overholdes, kan andre odelsretshavere kræve ejendommen løst på odel efter reglene om odelsløsning.  Har ejeren fået ejendommen ved odelsløsning, kan også sagsøgte i løsningssagen kræve ejendommen tilbage, når vilkåret om bo- og driftspligt ikke blir opfyldt.
Bopligten ansees overholdt dersom ejeren iflg. folkeregisteret er bosat i kommunen.

## Historie
Odelretten har lang tradition i Norge. I skjaldekvad fra vikingetiden er denne ret nævnt. 
I Christian IV's lovbog fra 1604 handler hele bog V (12 kapitler) om odelsret.
I Christian V's lovbog fra 15. april 1687 omhandler tredje bog, kapitel 13, denne ret:
"Odelsmand og Jorddrot er næst til at besidde den Jord hand ejer, eller have Lod til, heller end nogen Fremmet, og bruge af Gaardens Tilliggelse; Dog saa, om hand ejer i det ringeste halv Parten og raader for halv Bygselen, og er selv Boeslidsmand, eller huusvild, saa det ikke sker en anden til Fortrængsel, men at hand selv vil boe herpaa, og kand sande det med sin Æed; Og skal hand da tilsige sin Lejlænding for Jul, og minde hannem fra sig, og igjengive ham sin Fæste, eller første Tage og betale hannem hvis Aabod  hand haver giort paa Gaarden videre, end hannem var ved Loven paalagt. Ville de andre Odelsmænd, eller Medejere, ikke leje bemældte deris Medejer deris Part, da skal hand for Fardag byde dem slig Leje, som andre ville give deraf; Dog saa, at mand skielligen kand kiende, at de andres Bud er ikke Avindsbud."
Denne lovregel gjaldt frem til "Lov om odelsretten og åsæderetten" af 26. juni 1821. Denne lov blev igen erstattet af lov af 28. juni 1974, hvor kvinder og mænd som var født efter 1. januar 1965 blev ligestillet som odelsberettigede, og hvor odelsretten blev begrænset til at gælde til og med børn af søskende (nevøer og niecer). Ved denne lovændring blev der også indført krav om bopælspligt ved ejendomsoverdragelsen. Kravet om bopælspligt førte til, at der i løbet af november og december 1974 var mere end otte gange så mange overdragelser af gårdbrug som normalt. 
Ved lovændring af 4. maj 2001 blev der sat nye grænser for arealstørrelse for odlingsjord. Da blev også fristen for at kræve odelsløsning sat ned fra to til et år. Begge disse bestemmelser blev yderligere strammet i 2009.

## Kritik af odelsretten
Odelsretten har medvirket til at beholde ejendomme på landet i samme families eje, men har også medvirket til mange familiefejder gennem tiden. Reglen om bopælspligt, som blev indført i 1975, har også ført til alvorlige problemer for mange. I de seneste år har der været stærke røster for at ophæve odelsretten. Blandt andet gjorde tidligere landbrugsminister Lars Sponheim det klart, at han ville undersøge muligheden for en ophævelse af odelsloven. En afskaffelse af odelsretten vil kræve en ændring af grundloven, og således kræve 2/3 flertal i Stortinget for at blive vedtaget.